# قائمة الكوارث البيئية
تتضمن هذه المقالة قائمة بالكوارث البيئية. في هذا السياق، تتضمن القائمة أحداثاً محددة سببها النشاط البشري الذي أثّر سلبياً على البيئة.
|  |

## الكوارث الزراعية
- سوء إدارة وتقلّص بحر آرال
- الملوحة في أستراليا
- الملوحة في الهلال الخصيب
- قصعة الغبار في كندا والولايات المتحدة (1934–1939)
- حملة العصافير العظمى؛ تم القضاء على العصافير في المزارع الصينية، ما تسبب باندفاع أسراب الجراد إلى المزارع، فأدّى ذلك بالتالي إلى حصول مجاعة نتج عنها وفاة 38 مليون شخص
- نحل العسل الإفريقي، يعرف بالعامية بالنحل القاتل
- «صناعة الألبان القذرة» في نيوزيلندا
- بحر سالتون كاليفورنيا، الولايات المتحدة.

## التنوع البيولوجي
- آفة الكستناء
- انقراض حيوانات أستراليا الضخمة
- إزالة غابات جزيرة القيامة
- تدمير الغابات البدائية
- الأرانب في أستراليا
- النمل الناري الأحمر المستورد
- مرض الدردار الهولندي
- سرطان الوجه الشيطاني
- انخفاض أعداد البيسون الأمريكي
- إدخال البياض النيلي إلى بحيرة فيكتوريا في أفريقيا، والقضاء على أنواع الأسماك المحلية
- The Saemangeum Seawall
- حفار الدردار الرمادي
- التهديدات البيئية للحاجز المرجاني العظيم
- ذبح فيلة زاكوما 2006
- الأنواع الحيوية الغازية في نيوزيلندا
- فقدان التنوع البيولوجي في نيوزيلندا
- الشبكات التائهة
- استعمال زعانف القرش
- انخفاض أعداد النسور في الهند بسبب ديكلوفيناك ما أدى إلى زيادة الإصابة بداء الكلب
- انقراض النمر التسماني

### التنجيم
- كارثة المنجم المركزي 1947، منجم فحم في إلينويز
- حريق المنجم المركزي، بنسلفانيا، لا يزال يحترق منذ 1962
- إزالة قمم جبلية لأغراض تعدينية في الولايات المتحدة في عقد 1960
- كارثة أبرفان، انهيار كومة نفايات تعدين الفحم في ويلز، 1966
- انهيار سدّ منجم تو المهجور في نيوزيلندا، 1966 حتى 2013
- باب جهنم في ديرويز، تركمانستان، لا يزال يحترق منذ 1971
- الجدل حول تعدين اليورانيوم في متنزه كاكادو الوطني في أستراليا، 1981 حتى 2009
- كارثة أوك تيدي البيئية في بابوا غينيا الجديدة منذ 1984
- حادث منجم أوماي في غيانا، 1995
- كارثة ماركوبر للتعدين في الفلبين، آذار (مارس) 1996
- كارثة دونيانا، خرق سد لوس فريليز الزنكي/منجم فضة في إسبانيا، نيسان (أبريل) 1998
- تسرب السيانيد في بايا ماري سنة 2000 من منجم الذهب في رومانيا، كانون الثاني (يناير) 2000
- تسرب الرواسب الطينية في مقاطعة مارتن في كينتاكي، تشرين الأول (أكتوبر) 2000
- غبار الرصاص من منجم ميغيلان للتعدين في أستراليا، 2006
- كارثة منجم الفرع الكبير العلوي في فرجينيا الغربية، نيسان (أبريل) 2010
- Padcal tailings spills of August-September 2012
- تسرب من بركة الجبس في مناجم تالفيفارا، فنلندا، 2012
- حادثة تسرب كم منجم فحم جبل أوبيد في ألبرتا، كندا، تشرين الأول (أكتوبر) 2013
- كارثة منجم جبل بولي، كولومبيا البريطانية، 2014
- تسرب مياه الصرف من منجم كينغ للذهب 2015 في كولورادو، آب (أغسطس) 2015
- كارثة سد بينتو رودريغس، تسرب مخلفات الحديد الخام من منشأة ساماركو إلى سد ميناس. البرازيل، تشرين الثاني (نوفمبر) 2015
- كارثة سد برومادينيو من منجم للحديد الخام في البرازيل، كانون الثاني (يناير) 2019

### صناعات البترول
- Lakeview Gusher تسرب نفطي في كاليفورنيا، 1910 –1911
- وقود السيارات بدأت مشاكله في عقد 1920؛ تخلص تدريجي من مشاكله بحلول عام 2012 على مستوى العالم.
- تسرب النفط في غرينبويت في بروكلين، نيويورك، عقد 1940 –1980
- تسرب النفط في نهر المسيسبي (1962–1963)
- تسرب النفط من الناقلة توري كانيون قبالة سواحل جنوب غرب المملكة المتحدة، شباط (فبراير) 1967
- حقل لاغو أغريو للنفط تسربات نفطية في إكوادور، منذ عام 1972 (ربما يكون الأسوأ على الإطلاق)
- السفينة نجمة البحر وتصادم ناقلات هورتا باربوزا وانسكاب النفط في خليج عُمان، كانون الأول (ديسمبر) 1972
- تسرب النفط من الناقلة جاكوب مارسك قبالة ساحل البرتغال، كانون الثاني (يناير) 1975
- قضايا بيئية في دلتا النيجر ذات العلاقة بصناعة النفط، 1976–1996
- Arctic Refuge drilling controversy، منذ عام 1977
- تحطم السفينة أموكوكاديس وانسكاب النفط قبالة سواحل بريتاني، فرنسا، آذار (مارس) 1978
- تسرب النفط من بئر إكزوتيك I إلى خليج المكسيك، حزيران (يونيو) 1979
- تصادم أتلانتيك إمبرس وانسكاب النفط قرب ترينيداد وتوباغو، آب (أغسطس) 1979
- تصادم الناقلة إم تي إنديبندينتا وتسرب النفط قبالة إسطنبول، تشرين الثاني (نوفمبر) 1979
- تسرب النفط من حقل نوروز إلى الخليج العربي، آذار (مارس) 1983
- تسرب النفط من كاستيلو دي بيلفر قبالة ساحل جنوب أفريقيا في آب (أغسطس) 1983
- تحطم الناقلة أوديسي وتسرب النفط قبالة ساحل نوفاسكوتشا، تشرين الثاني (نوفمبر) 1988
- تسرب إيكسون فالديز النفطي في ألاسكا، آذار (مارس) 1989
- تسرب النفط في حرب الخليج الثانية إلى الخليج العربي، كانون الثاني (يناير) 1991
- انفجار ناقلة النفط إم تي هيفن وتسرب النفط إلى الساحل الإيطالي في نيسان (أبريل) 1991
- انفجار ناقلة النفط آي بي تي سامر وتسرب النفط قبالة ساحل أنغولا في أيار (مايو) 1991
- تسرب النفط من حقل مينغبولاك في أوزباكستان، آذار (مارس) 1992
- تحطم الناقلة إم في براير وتسرب النفط في شتلاند، كانون الثاني (يناير) 1993
- تسرب النفط من منصة تايلر قبالة شواطئ لويزيانا، منذ 2004
- التدفق الطيني في سيدوارجو الناتج عن انفجار الغاز في لابيندو برانتاس عام 2006؛ جافا الشرقية، إندونيسيا
- التسرب النفطي في خليج المكسيك 2010 في خليج المكسيك، بين شهرين نيسان (أبريل) وتموز (يوليو) 2010
- تسرب نفط إكسون موبيل 2010 في دلتا نهر النيجر، أيار (مايو) 2010
- تسرب نفط جبل الزيت في البحر الأحمر، حزيران (يونيو) 2010
- تسرب النفط في ميناء جينغانغإلى البحر الأصفر، تموز (يوليو) 2010
- حادث الناقلة الإيرانية سانتشي 2018 في بحر الصين الشرقي، كانون الثاني (يناير) 2018

## كوارث نووية

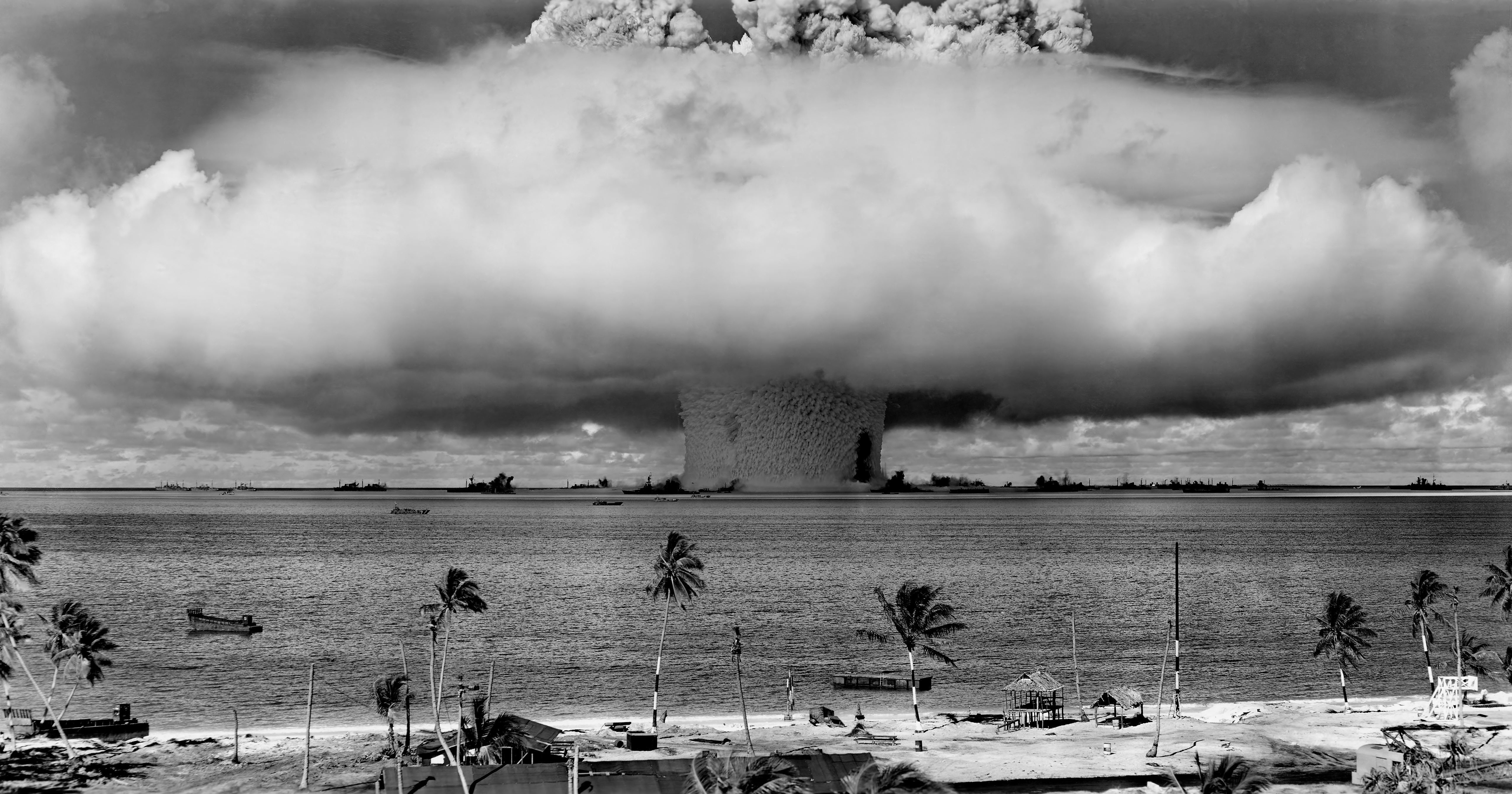
غيمة بشكل فطر وعمود ماء ناجمان عن انفجار نووي تحت الماء في 25 تموز (يوليو) 1946، وقد كان هذا التفجير جزءاً من عملية مفترق الطرق.

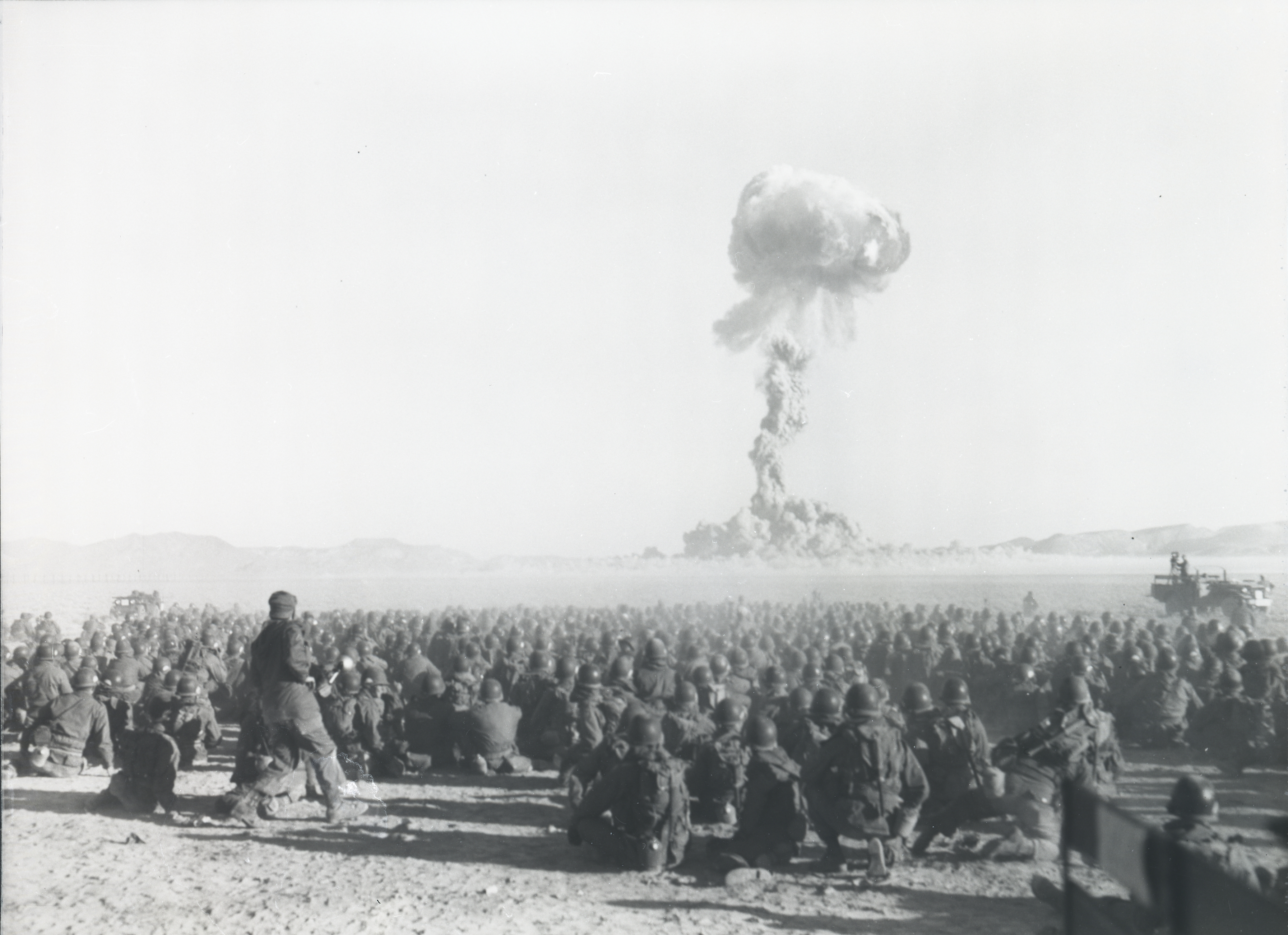
تجربة نووية في تشرين الثاني (نوفمبر) 1951 في موقع تجارب نيفادا، أجريت ضمن عملية باستر-جانغل، بقدرة إنتاجية بلغت 21 كيلوطن. كانت تلك التجربة أول تمرين ميداني نووي أمريكي يجرى فوق الأرض؛ تبعد القوات عن موقع التفجير حوالي 6 كيلومترات

- الوفيات الناجمة عن كارثة تشيرنوبيل عام 1986 في تشيرنوبل، أوكرانيا، ويقدر بأن الكارثة تسببت بخسائر في الممتلكات بلغت حوالي 7 مليارات دولار.[1] تركزت الإشعاعات المنبعثة من الحادث بالقرب من بيلاروسيا وأوكرانيا وروسيا، تمّ إعادة توطين ما لا يقل عن 350,000 شخص بالقوة بعيداً عن هذه المناطق. بعد الحادث، عُثر على آثار للرواسب المشعة الفريدة الصادرة عن تشيرنوبل في كل بلد تقريباً في نصف الكرة الشمالي.[1]
- كارثة فوكوشيما: بعد حدوث هزة أرضية وتسونامي، حدث فشل في أنظمة التبريد في محطة فوكوشيما النووية الأولى لتوليد الطاقة في اليابان في 11 آذار (مارس) عام 2011، وأعلنت حالة طوارئ نووية. كانت تلك أول حالة طوارئ نووية تعلن في اليابان على الإطلاق، أخلي 140,000 ألف شخص من المنطقة التي تبعد حتى 20 كم من المحطة.[2] أسفرت الانفجارات والحريق عن مستويات إشعاع خطيرة، ما أثر اقتصادياً على السوق المالية، فانهارت سوف الأسهم وتسبب بحالة ذعر في الأسواق الاستهلاكية.[3]
- كارثة كيشتيم انفجار صهريج تخزين (تشيليابنسك، الاتحاد السوفيتي، 29 أيلول (سبتمبر) 1957)، توفي ما يزيد عن 200 شخص وتعرض حوالي 270,000 شخص لمستويات نشاط إشعاعي خطيرة. أزيل أكثر من 30 تجمعاً سكنياً صغيراً من خارطة الاتحاد السوفيتي بين عامي 1958 و1991 نتيجة لذلك.[4]
- حريق ويندسكيل، المملكة المتحدة، 8 تشرين الأول (أكتوبر) 1957.اشتعل الحريق في أكوام البلوتونيوم وتسبب بتلوّث مزارع الألبان المحيطة.[5]
- حادث الغواصة السوفيتية K-431، 10 آب (أغسطس) عام 1985 (توفي 10 أشخاص، وأصيب 49 شخصاً بسبب الإشعاعات).[6]
- حادث الغواصة السوفيتية K-19، 4 تموز (يوليو) عام 1961. (نتج عنه وفاة 8 أشخاص وتعرّض 30 شخصاً للإشعاع بشكلٍ مفرط).[7]
- التجارب النووية في موروروا وفانغاتاوفا في المحيط الهادي
- تداعيات التجارب النووية في قلعة برافو في جزيرة بيكيني المرجانية في جزر مارشال* صحة سكان مهب الريح
- القصف الذري على هيروشيما وناجازاكيخلال الشهرين إلى الأربع أشهر الأولى التي تلت التفجيرات، قتلت الآثار المدمرة حوالي 90,000-166,000 من سكان هيروشيما و60,000-80,000 من سكان ناغازاكي، حيث حدثت نصف الوفيات في اليوم الأول من التفجير في المدينتين
- موقع هانفورد،1986 - رفعت حكومة الولايات المتحدة حوالي 19,000 صفحة من الوثائق التي أنه بين عامي 1946 و1989، أطلق موقع هانفورد بالقرب من ريتشلاند في واشنطن آلاف الغالونات من السوائل المشعّة. أطلقت النفايات المشعة في الهواء وتدفقت إلى نهر كولورادو (الذي يصب ي المحيط الهادي). حتى عام 2014، أنفقت بلايين الدولارات سنوياً في عمليات تنظيف لا نهائية للمواد التي تسربت تحت الأرض.

## الهواء\الأرض\المياه
- انتشار أكياس التسوق البلاستيكية
- كارثة هونغ كونغ البلاستيكية

### حوادث بيئية تتعلق بالهواء
- الضباب الدخاني في دونورا 1948 في دونورا، بنسلفانيا في الولايات المتحدة
- الضبخان الكبير في 1952، الذي تسبب بوفاة 4,000 من سكان لندن
- عاصفة ملبورن الترابية 1983
- ضباب جنوب شرق آسيا 1997
- الضباب الماليزي 2005
- ضباب جنوب شرق آسيا 2006
- الضباب الدخاني الهائل في نيودلهي في تشرين الثاني (نوفمبر) عام 2016
- ربو يوكايتشي في اليابان
- المشاكل الصحية الناتجة عن محرقة جينكانبو آتسوغي في اليابان
- حرائق آبار النفط الكويتية
- حرائق غابات الأمازون-2019

### الأراضي
- قصعة الغبار في كندا والولايات المتحدة في عقد 1930
- التربة الملوثة في مابوا (نيوزيلندا) بسبب تشغيل مصنع للمواد الكيميائية الزراعية بين عامي 1932 و1989
- حوض F، موقع أنشئ عام 1956 للتخلص من النفايات السائلة الملوثة الناتجة عن عمليات التصنيع الكيميائي للجيش وشركة شيل للكيماويات في الولايات المتحدة
- أزمة تآكل المجرى الصخري في نيجيريا، من قبل عام 1980
- تلوث الرصاص من إكسايد في سبع مواقع في الولايات المتحدة، منذ 1989
- النفايات الإلكترونية في غويو، منذ عقد 1990
- مكب النفايات السامة في كوت ديفوار 2006

### المياه
- تسربات مصانع ساندوز الكيميائية، ما تسبب بتلوّث نهر راين بشدة عام 1986
- تسمم الحياة البرية بالسيلينيوم بسبب تدفقا المزارع التي استخدمت لإنشاء محمية كيستيرسون الوطنية للحياة البرية والأراضي الرطبة الاصطناعية
- تسرب النفط من محطة جية في منطقة البحر الأبيض المتوسط
- تأثيرات المياه الملوثة في بحيرة بيركلي في الولايات المتحدة
- اشتعال وحرائق نهر كوياهوغا (13 مرة بين عامي 1868 و 1969 في أوهايو في الولايات المتحدة
- انحراف نهر تشكاموس ما تسبب بتلوثه بالصودا الكاوية
- تجفيف وتطوير إيفرغليدز
- فقدان الأراضي الرطبة في لويزيانا، بسبب سدود نهر المسيسبي، وتسر المياه المالحة من خلال القنوات الاصطناعية، وقطع الأخشاب وهبوط الأرض والدمار الناجم عن الأعاصير
- بحيرة أوكي تشوبي شديدة التلوث، تطلق كميات كبيرة من المياه الملوثة إلى مصب نهر سانت لوسي ومصب نهر كالوساتشي.
- تسرب النفط من الناقلة أموكو قادس قبال السواحل الفرنسية عام 1978
- تجفيف الأهوار في عقد 1990
- صناعة الألبان الوسخة.

#### الحياة البحرية
- تبييض الشعب المرجانية
- المناطق الميتة بسبب تسرب السماد عالي المغذيات من الغرب الأوسط ليتم تصريفه عبر نهر المسيسبي
- شعاب أوزبورن الاصطناعية قبالة سواحل فورت لودرديل في فلوريدا بالولايات المتحدة
- إغراق الذخائر التقليدية والكيميائية في بيوفورت ديك، وهو خندق بحري بين أيرلندا الشمالية واسكتلندا
- قمامة بحرية
- التهديدات البيئية للحاجز المرجاني العظيم
- تلوث المياه بالجزيئات البلاستيكية، عادة ما يكون قطر الحبيبات البلاستيكية أقل من 5 مم
- دوامة نفايات شمال المحيط الهادئ
- داء ميناماتا، التسمم بالزئبق في اليابان
- زئبق في أسماك
- تحمض المحيطات بسبب تأثير الإنسان على البيئة
- إلقاء النفايات الصناعية في فيتنام الوسطى من مصنع فرموزا ها تينه للحديد، والذي يتسبب بمقتل أطنان من المخلوقات البحرية ويدمر النظام البيئي

- تدخل ملايين الأطنان من البلاستيك إلى المحيط سنوياً بسبب محاولة الصين إعادة تدوير النفايات البلاستيكية من كل العالم.[8]